# Euryomma palpingens
Euryomma palpingens är en tvåvingeart som beskrevs av Thomas Leighton Wendt och Carvalho 2007. Euryomma palpingens ingår i släktet Euryomma och familjen takdansflugor. Inga underarter finns listade i Catalogue of Life.